# Fritz Fischer (Politiker, 1917)
Fritz Fischer (* 17. Dezember 1917 in Kattowitz; † 28. Dezember 1982 in Bremerhaven) war ein deutscher Unternehmer und Politiker (SPD) und war für Bremerhaven Mitglied der Bremischen Bürgerschaft.

## Biografie
Nach dem Abitur war Fischer im Reichsarbeitsdienst tätig und leistete Wehrdienst. Von September 1933 bis Oktober 1937 war er in der Hitlerjugend und dort Scharführer. Am 13. Juni 1937 beantragte er die Aufnahme in die NSDAP und wurde rückwirkend zum 1. Mai desselben Jahres aufgenommen (Mitgliedsnummer 5.217.227). Von 1938 bis 1945 war er Soldat (zuletzt Oberleutnant) und war in Kriegsgefangenschaft. 
Im April 1948 wurde er anhand seiner Angaben im Meldebogen im Schnellverfahren als „nicht betroffen“ entnazifiziert; seine NSDAP-Mitgliedschaft hatte er im Meldebogen verschwiegen.
Nach Entlassung aus der Kriegsgefangenschaft absolvierte er die Ausbildung zum Kfz-Elektriker und legte die Meisterprüfung als Kfz-Meister ab. Fischer war seit 1949 als selbständiger Kaufmann für Kraftfahrzeuge und beeideter Kraftfahrzeugsachverständiger in Bremerhaven tätig, u. a. 8 Jahre Obermeister der Kfz-Innung Bremerhaven-Wesermünde und 6 Jahre Vorstandsmitglied der Kreishandwerkerschaft Bremerhaven-Wesermünde.
Fischer war als Mitglied der SPD in seinem Ortsverein in Bremerhaven-Geestemünde und in der SPD-Landesarbeitsgemeinschaft der Selbständigen (AGS) aktiv. Von 1979 bis Dezember 1982 (†) war er Mitglied der 10. Bremischen Bürgerschaft und dort Mitglied verschiedener Deputationen, u. a. für Jugendhilfe, für Wirtschaft sowie für Wissenschaft und Kunst; ihm folgte Werner Behrmann (SPD) als Abgeordneter.